# Тустановский, Ромуальд Григорьевич
Ромуальд Григорьевич Тустановский (около 1830, Киев — не ранее 1886) — русский архитектор, работавший главным образом в Киеве.

## Жизнеописание
Родился в киевской семье шляхтича Григория Тустановского. В 1846 году вместе с братом Павлом был отдан на обучение к архитектору Александру Беретти, у которого находился до 1850 года.
Окончил в 1853 году Петербургскую академию художеств со званием неклассного художника за проект «вокзала в саду».
В 1870-80-е годы работал в Киеве, частично осуществляя перестройки существующих зданий. Судя по анализу справочной литературы 1870-80-х лет, никаких должностей в учреждениях не занимал, следовательно, сведений о художнике (место проживания, возможные данные о семье) пока что найти не удалось.
Судьба художника после 1886 года неизвестна.

## Стиль
Работал в стилевых формах неоренессанса.

## Работы в Киеве
- Доходный дом Л. Давыденко на Костельной улице, 5 (1871, перестроен в 1914),
- Дом М.Неезе на Крещатике, 45 (1871, не сохранился),
- Жилой дом на Владимирской улице, 23 (1873),
- Доходный дом Ф. Кейля на Крещатике, 6 (1874, не сохранился, на его месте в 1911—1912 гг. возведено другое здание)
- Жилой дом на улице Ивана Франко, 31 (1875),
- Перестройка особняка Николая Терещенко на бульваре Тараса Шевченко, 12 (1875, проект П. Федорова),
- Проект пристройки к дому по улице Левашовской, 2 (не сохранился) (1875, строил В. Рубинштейн),
- Надстройка второго этажа особняка Корниенко на улице Михаила Коцюбинского, 8 (1876),
- Перестройка дома Ждановского на Крещатике, 34 (1879, не сохранился),
- Жилой дом в усадьбе Горецких на бульваре Тараса Шевченко, 4 (не сохранился) (1885),
- Мавзолей Горецких на Байковом кладбище (1886),
- Жилой дом на Михайловской улице, 6 (дата строительства не установлена),
- Жилой дом на ул. Олеся Гончара, 28 (дата строительства не установлена, не сохранился).